# Hurand
Hurand (en persan : هوراند) est une ville située dans la province d'Azerbaïdjan oriental, dans le nord-ouest de l'Iran.